# Núria Espert i Romero
Núria Espert i Romero (l'Hospitalet de Llobregat, 11 de juny de 1935), és una actriu catalana de teatre, cinema i televisió. Neix al carrer Buenos Aires núm. 9 de l'Hospitalet de Llobregat.

## Carrera professional
Núria Espert va debutar damunt els escenaris quan tenia 6 anys. La seva primera interpretació fou a l'obra Terra baixa, on donà vida a Nuri. A finals dels anys quaranta entrà a l'Institut del Teatre de Barcelona per estudiar la disciplina de dansa. També va estudiar a l'Institut Maragall de Barcelona. Amb 16 anys actuava ja en representacions escèniques, mentre estudiava música i idiomes. Va interrompre els estudis de dansa per formar part de la secció infantil del Teatre Romea. Als 17 anys, va obtenir el seu primer èxit amb Medea. Amb 19 anys es va casar amb l'actor Armando Moreno, qui més tard es convertiria en el seu manager. Ha actuat en obres de teatre de renom com Gigi (Colette); La puta respectuosa (Sartre); Las criades (Gênet); Yerma i Doña Rosita la Soltera (García Lorca); Divinas palabras (Valle Inclán); El deseo bajo los Olmos (O’Neill); Una altra Fedra, si us plau (Espriu); entre moltes d'altres. El 1954 va iniciar-se en el cinema. Una de les seves interpretacions cinematogràfiques més rellevants ha estat a Actrius (1996) de Ventura Pons. En comptades ocasions ha treballat com a actriu de doblatge. El 1959, va fundar una companyia que va fer la seva première al Teatro Recoletos de Madrid. Ha codirigit títols com Medea amb Irene Papas i La casa de Bernarda Alba amb Glenda Jackson i Joan Plowright; entre d'altres. És mare de l'empresària teatral i política Alícia Moreno Espert. Durant la decada dels setanta va protagonitzar diversos projectes televisius. Entre els anys 1979 i 1981 va  estar al costat de José Luis Gómez i Ramón Tamayo en la direcció del Centre Nacional d'Art Dramàtic. L'any 1986 a Londres va estrenar de l'obra La casa de Bernarda Alba, amb Glenda Jackson de protagonista. A partir de la dècada dels noranta va iniciar-se en el món de la direcció operística. El 2015 fou guardonada amb el Premi Nacional de Cultura «com a reconeixement a una dilatada i consolidada trajectòria internacional com a actriu, directora teatral i empresària». El 2023, en la promoció de la que ha estat la seva darrera obra "La isla del aire", va fer unes declaracions que es van mal interpretar com a la seva retirada.

## Filmografia

### Cinema
- El presidio (1954)
- Once pares de botas (1954)
- Escuela de periodismo (1956)
- La tirana (1958)
- A las cinco de la tarde (1961)
- Trigo limpio (1962)
- Maria Rosa (1964)
- Biotaxia (1968)
- Un hivern a Mallorca (1969)
- La reverencia (1969, curtmetratge)
- El certificado (1970)
- Laia (1971)
- Viva la muerte (1971)
- Triángulo (1972)
- La ciutat cremada (1976)
- Anta mujer (1976, curtmetratge)
- Actrius (1996)
- Soneto (2003,curtmetratge)
- Barcelona (un mapa) (2007)
- Laia (2016)

### Televisió
- Lletres catalanes (1977-1978)
- Mare i fill, societat limitada (1980)
- Homenaje a Lorca (1985)
- La gallina ciega (1985)
- El rey y la reina (1986)
- La memoria fértil(1986)
- Lorca, muerte de un poeta (1987)
- Dues dones divines (2011)

### Teatre
| - La vida es sueño (1950), de Pedro Calderón de la Barca. - Bala perduda (1951), de Lluís Elias. Estrenada al teatre Romea de Barcelona. - El marit ve de visita (1951), de Xavier Regàs. Estrenada al teatre Romea de Barcelona. - Lilí (1952), de Carles Soldevila. - María de Magdala (1952), d'A.C. Comas. Dir. Juan Escudero. - Los empeños de una casa (1952), de Juana Inés de la Cruz. Dir. Esteve Polls. - L'amor viu a dispesa (1952-1953), de Josep Maria de Sagarra. Dir. Esteve Polls. - La tercera vegada (1953), de Lluís Elias. Direcció de Josep Clapera. Estrenada al teatre Romea de Barcelona. - Paral·lel 1934 (1953), de Josep M. Poblet and Rafael Tasis. - El jardín de Falerina (1953), de Pedro Calderón de la Barca. Dir. Esteve Polls. - Romeo y Julieta (1953), de William Shakespeare. Dir. Esteve Polls. - Dulcinea (1953), de Gaston Baty. Dir. Esteve Polls. - Misteri de dolor (1953), d'Adrià Gual. Dir. Esteve Polls. - El misántropo (1954), de Molière. - Fuenteovejuna (1954), de Lope de Vega. Dir. Antonio de Cabo y Rafael Richart. - Medea (1954-1955), d'Eurípides. Dir. Antonio de Cabo y Rafael Richart. - El caballero de Olmedo (1954), de Lope de Vega. - Las mocedades del Cid (1954), de Guillem de Castro. - Diálogos de carmelitas (1954), de Georges Bernanos. - La muralla (1955), de Joaquín Calvo Sotelo. - Julio César (1955), de William Shakespeare. Dir. José Tamayo. - La paraula de foc, (1955) de Josep Maria de Sagarra. - Las brujas de Salem (1957), de Arthur Miller. - Medea (1958), d'Eurípides. Dir. Antonio de Cabo. - Don Juan Tenorio (1958), de José Zorrilla. Dir. José Tamayo. - Gigi (1959-1960), de Colette. Dir. Cayetano Luca de Tena. - Anna Christie (1959-1960), d'Eugene O'Neill. Dir. Armando Moreno. - Medea (1959-1961), d'Eurípides. Dir. Armando Moreno. - El jardín de Falerina (1960), de Pedro Calderón de la Barca. Dir. Juan Germán Schroeder. - Dos en un balancín (1960), d'Eugene O'Neill. - La tragedia de Hamlet, (1960)de William Shakespeare. Dir. Armando Moreno. - Barrabás (1960), de Joaquín Calvo Sotelo. Dir. Armando Moreno. - El comprador de horas (1961-1962), de Jacques Deval. Dir. Armando Moreno. - El deseo bajo los olmos (1962-1963), d'Eugene O'Neill. Dir. Armando Moreno. - Maria Rosa (1963-1964), d'Àngel Guimerà. Dir. Esteve Polls. - La sirena varada (1963), de Alejandro Casona. Dir. Armando Moreno. - El comprador de horas (1964), de Jacques Deval. Dir. Armando Moreno. - A Electra le sienta bien el luto (1965), d'Eugene O'Neill. Dir. José Luis Alonso. - Nuestra Natacha (1966), d'Alejandro Casona. Dir. Armando Moreno. | - La buena persona de Sezuan (1966-1968), de Bertolt Brecht. Dir. Ricard Salvat and José Monleón. - A Electra le sienta bien el luto (1967), d'Eugene O'Neill. Dir. Armando Moreno. - La puta respetuosa/A puerta cerrada (1967-1968), de Jean-Paul Sartre. Dir. Adolfo Marsillach. - Las criadas (1969-1970), de Jean Genet. Dir. Víctor García. - Yerma (1971-1976), de Federico García Lorca. Dir. Víctor García. - Divinas palabras (1975-1977), de Ramón María del Valle Inclán. Dir. Víctor García. - Una altra Fedra, si us plau (1978), de Salvador Espriu. Dir. Lluís Pasqual. - Medea (1979), d'Euripides i Séneca. Dir. José Tamayo. - Doña Rosita la soltera (1980-1984), de Federico García Lorca. Dir. Jorge Lavelli. - Medea (1981), d'Euripides i Séneca. Dir. Lluís Pasqual. - La tempestad (1983), de William Shakespeare. Dir. Jorge Lavelli. - Las criadas (1984-1985), de Jean Genet. Dir. Núria Espert. - Salomé (1985), d'Oscar Wilde. Dir. Mario Gas. - Yerma (1986-1987), de Federico García Lorca. Dir. Núria Espert. - Maquillaje (1990-1991), de Hisashi Inoue. Dir. Koichi Kimura. - El cerco de Leningrado (1994-1995), de José Sanchis Sinisterra. Dir. Omar Grasso. - Haciendo Lorca (1996-1997), de Federico García Lorca. Dir. Lluís Pasqual. - La gavina (1997), d'Antón Chéjov. Dir. Josep Maria Flotats. - La oscura raíz (1998), de Federico García Lorca. Dir. Lluís Pasqual. - Master Class (1998-1999), de Terrence McNally. Dir. Mario Gas. - ¿Quién teme a Virginia Woolf? (1999-2000), de Edward Albee. Dir. Adolfo Marsillach. - Poemas y canciones (2001). - Medea (2001), d'Euripides. Dir. Mihalis Kakogiannis. - La brisa de la vida (2003-2004), de David Hare. Dir. Lluís Pasqual. - La Celestina (2004-2005), de Fernando de Rojas. Dir. Robert Lepage. - Play Strindberg (2007), de Friedrich Dürrenmatt. Dir. José Luis Gómez. - Hay que purgar a Totó (2007-2008), de Georges Feydeau. Dir. Georges Lavaudant. - La casa de Bernarda Alba (2009), de Federico García Lorca. Dir. Lluís Pasqual. - La violación de Lucrecia (2010-2011), de William Shakespeare. Dir. Miguel del Arco. - La loba (2012), de Bertolt Brecht. Dir. Gerardo Vera - El rey Lear (2014-2016), de William Shakespeare. Dir. Lluís Pasqual. - Incendios (2016-2017), de Wajdi Mouawad. Dir. Mario Gas - Romancero Gitano (2018-2021), de Federico García Lorca. Dir. Lluís Pasqual. - La isla del aire (2023), de Alejandro Palomas. Dir. Mario Gas. |

## Premis i reconeixements

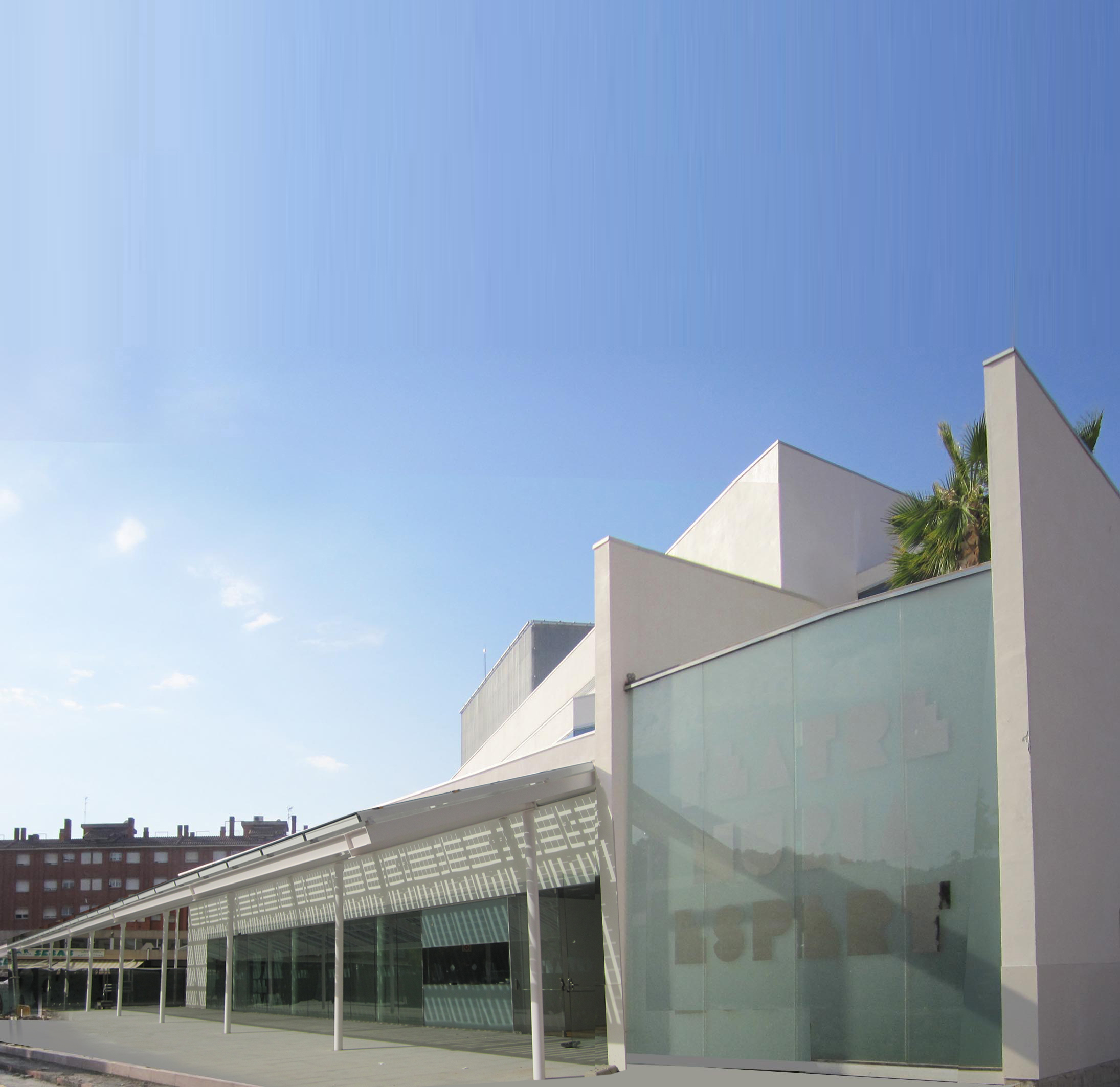
Teatre Núria Espert, a Sant Andreu de la Barca

L'any 1999 el municipi de Fuenlabrada va inaugurar la "Sala Municipal de Teatre Núria Espert", en homenatge a aquesta actriu. El novembre de 2010 es va inaugurar el Teatre Núria Espert situat a Sant Andreu de la Barca.
| Any  | Premi                               | Categoria                         | Títol               | Resultat   |
| ---- | ----------------------------------- | --------------------------------- | ------------------- | ---------- |
| 1978 | Fotogramas de Plata                 | Millor interpretació de televisió | Lletres catalanes   | Guanyadora |
| 1997 | Premis Butaca                       | Millor actriu catalana de cinema  | Actrius             | Guanyadora |
| 2007 | Premi Unió d'Actors a Tota una vida |                                   |                     | Guanyadora |
| 2008 | Premis Butaca                       | Millor actriu catalana de cinema  | Barcelona (un mapa) | Nominada   |
| 2015 | Premi Butaca                        | Millor actriu de teatre           | El Rei Lear         | Guanyadora |
| 2015 | Premi Nacional de Cultura           | Premi Nacional de Teatre          |                     | Guanyadora |

Altres premis
- 1978: Premi Memorial Margarida Xirgu per Una altra Fedra, si us plau[10]
- 1983: Creu de Sant Jordi
- 1985: Premi Nacional de Teatre[11]
- 1989: Pregonera de les Festes de la Mercè de Barcelona[12]
- 2005: Premi Internacional Terenci Moix per la seva trajectòria en les arts escèniques[13]
- 2016: Premi Princesa d'Astúries de les Arts[11]
- 2018: Premi Europa de Teatre
- 2024: Premi Max d'Honor[11]